# Derek Johnstone
Derek Joseph Johnstone (født 4. november 1953 i Dundee, Skotland) er en tidligere skotsk fodboldspiller (angriber/forsvarer) og manager.
Johnstone tilbragte størstedelen af sin karriere i Glasgow-storklubben Rangers. I løbet af sine 14 sæsoner i klubben var han blandt andet med til at vinde tre skotske mesterskaber, fem pokaltitler og Pokalvindernes Europa Cup. Udover tiden hos Rangers havde han kortvarige ophold hos Chelsea, Dundee United og Partick Thistle, hos sidstnævnte som spillende manager.
Johnstone spillede desuden 14 kampe og scorede to mål for det skotske landshold. Hans første landskamp var et opgør mod Wales 12. maj 1973, hans sidste en kamp 19. december 1979 mod Belgien.
Han repræsenterede sit land ved VM i 1978 i Argentina, men kom dog ikke på banen i turneringen, hvor skotterne blev slået ud efter det indledende gruppespil.
Johnstone blev i 2008 medlem af Scottish Football Hall of Fame.

## Titler
Skotsk mesterskab
- 1975, 1976 og 1978 med Rangers

Skotsk FA Cup
- 1973, 1976, 1978, 1979 og 1981 med Rangers

Skotsk Liga Cup
- 1971, 1976 og 1978, 1979 og 1982 med Rangers

Pokalvindernes Europa Cup
- 1972 med Rangers